# Brabova
Brabova è un comune della Romania di 1623 abitanti, ubicato nel distretto di Dolj, nella regione storica dell'Oltenia.
Il comune è formato dall'unione di 6 villaggi: Brabova, Caraiman, Mosna, Răchita de Jos, Urdinița, Voita.